# Intelligence and Sacrifice
Intelligence and Sacrifice – album studyjny muzyka Aleca Empire, wydany w listopadzie 2001 roku nakładem Digital Hardcore Recordings. Jest to pierwszy solowy album artysty nagrany po rozpadzie zespołu Atari Teenage Riot, którego był liderem. Album jest dwupłytowy i prezentuję muzykę o odmiennych stylistykach: pierwsza płyta przypomina brzmieniowo wcześniejsze dokonania Atari Teenage Riot, druga (na okładce sygnowana CD2) zawiera muzykę całkowicie elektroniczną i praktycznie pozbawioną wokali. Utwór "Tear It Out Remix" jest alternatywną wersją utworu stworzonego do albumu Dave'a Grohla Probot, który nie został w nim wykorzystany. Piosenka została na nowo nagrana przez Mike'a Deana z zespołu Corrosion of Conformity i ze zmienionym tekstem znana jest jako "Access Babylon".

## Lista utworów
1. "Path of Destruction" – 4:29
2. "The Ride" – 3:49
3. "Tear It Out Remix" – 1:56
4. "Everything Starts with a Fuck" – 1:57
5. Bez tytułu (znane jako "Everything Starts with a Fuck (ending)") - 2:30
6. "Killing Machine" – 3:53
7. Bez tytułu (znane jako "Killing Machine (ending)") - 1:18
8. "Addicted to You" – 3:51
9. "Intelligence and Sacrifice" – 3:39
10. "Death Favours the Enemy" – 3:50
11. "Buried Alive" – 3:06
12. "...And Never Be Found" – 4:21
13. "New World Order" – 3:24
14. Bez tytułu (znane jako "New World Order" (ending)" - 10:28

CD2
1. "2641998" – 29:57
2. "The Cat Women of the Moon" – 7:27
3. "Two Turntables and a Moog" – 3:54
4. "Parallel Universe" – 5:23
5. "Vault Things of the Night" – 5:22
6. "Silence and Burning Ice" – 5:34
7. "Alec's Ladder" – 4:55
8. "Electric Bodyrock" – 6:19
9. "2641998" – 4:01

## Sample
- "Addicted to You" zawiera sample z filmu Matrix.
- "Death Favours the Enemy" zawiera sample z "Twist the Knife" Napalm Death.